# Euryplegma auriculare
Euryplegma auriculare är en svampdjursart som beskrevs av Schulze 1886. Euryplegma auriculare ingår i släktet Euryplegma och familjen Aulocalycidae. Inga underarter finns listade i Catalogue of Life.